# Хазелбах (Вестервалд)
Хазелбах (њем. Hasselbach) општина је у њемачкој савезној држави Рајна-Палатинат. Једно је од 119 општинских средишта округа Алтенкирхен (Вестервалд). Према процјени из 2010. у општини је живјело 332 становника. Посједује регионалну шифру (AGS) 7132046.

## Географски и демографски подаци
Хазелбах се налази у савезној држави Рајна-Палатинат у округу Алтенкирхен (Вестервалд). Општина се налази на надморској висини од 265 метара. Површина општине износи 5,8 km². У самом мјесту је, према процјени из 2010. године, живјело 332 становника. Просјечна густина становништва износи 58 становника/km².